# Flemming Danielsen
Flemming Danielsen (* 11. April 1960 in Kopenhagen) ist ein dänischer Basketballtrainer und ehemaliger -spieler.

## Laufbahn
Der 2,05 Meter große Danielsen spielte in seinem Heimatland für die Vereine SISU und Stevnsgade Basketball Klub. Er gewann fünf dänische Meistertitel, 1981, 1983, 1984, 1985 mit SISU und 1995 mit Stevnsgade. Danielsen bestritt in der Saison 1979/80 zwei Spiele für die Hochschulmannschaft der Iowa State University in den Vereinigten Staaten. Mit SISU trat er in den 1980er Jahren im Europapokal der Landesmeister an. In der Saison 1984/85 traf Danielsen mit seiner Mannschaft in dem Wettbewerb auf Virtus Rom. Er erzielte in Hin- und Rückspiel der ersten Runde insgesamt 39 Punkte, erlitt gegen die Italiener aber zwei deutliche Niederlagen.
Mit 89 Länderspielen, in denen er 1301 Punkte erzielte, stellte Danielsen in beiden Wertungen Bestmarken beim dänischen Basketballverband auf. Sein Höchstwert in einem Länderspiel waren 33 Punkte.
Bei Stevnsgade war Danielsen ab 1996 Spielertrainer. Ausschließlich als Trainer betreute er die Damen des Virum Basketball Klub, im Herrenbereich die aus Spielern mehrerer Vereine zusammengesetzte Auswahl Magic Great Danes, die im europäischen Wettbewerb NEBL antraten. Im März 2009 übernahm er das Traineramt bei SISU blieb bis 2010. Dieses Amt hatte er bei SISU bereits in früheren Jahren ausgeübt.